# Spanyolország himnusza
Spanyolország nemzeti himnusza, a Marcha Real („Királyi induló”) egyike azon kevés nemzeti himnusznak, amelyeknek jelenleg nincs hivatalosan szövege.

## Története
A spanyol himnusz Európa egyik legrégebbi nemzeti himnusza, eredete ismeretlen. Először 1761-ben említik, a Libro de Ordenanza de los toques militares de la Infantería Española-ban, azaz a spanyol gyalogosok trombitajeleinek jegyzékében, amelyet Manuel de Espinosa állított össze. Itt Marcha Granadera, „a gránátosok indulója” címen említik, de szerzőjét nem tüntetik fel.
1770-ben III. Károly hivatalos Becsület-indulóvá nyilvánította a Marcha Granaderát, ami így helyet kapott a különböző ünnepségeken.
A spanyolok nemsokára nemzeti himnuszuknak kezdték tekinteni az indulót, és elnevezték Királyi indulónak, mert mindig hivatalos ünnepségeken, a királyi család jelenlétében játszották.
A Második Spanyol Köztársaság idején (1931–1939), a nemzeti himnusz az 1820-tól ismert Himno de Riego lett, Francisco Franco azonban a polgárháború után újra a Marcha Real-t nyilvánította himnusznak (a régi nevén, Marcha Granadera-ként.) A jelenlegit, Francisco Grau változatát az 1978-as spanyol alkotmány tette hivatalossá.
1997 októberében I. János Károly spanyol király nyilatkozatot adott ki, melyben szabályozta a Marcha Real használatát.

## Szöveges változatok

### Eduardo Marquina szövegével
Marcha Real
| Gloria, gloria, corona de la Patria, soberana luz que es oro en tu Pendón. Vida, vida, futuro de la Patria, que en tus ojos es abierto corazón. Púrpura y oro: bandera inmortal; en tus colores, juntas, carne y alma están. Púrpura y oro: querer y lograr; Tú eres, bandera, el signo del humano afán. |  | Dicsőség, dicsőség, a haza koronája uralkodó fény mely a lobogódban arany. Élet, élet, a haza jövője, mely szemeidben nyílt szív. Bíbor és arany: halhatatlan zászló; Színeidben, együtt, hús és lélek van. Bíbor és arany: akarni és elérni; Lobogó, az emberi törekvés jele vagy te. |

### A Franco-korszak alatt
A spanyol himnusz Francisco Franco időszaka alatt használatos szövege (¡Viva España!):
| ¡Viva España! Alzad los brazos, hijos del pueblo español, que vuelve a resurgir. Gloria a la Patria que supo seguir, sobre el azul del mar el caminar del sol. ¡Triunfa España! Los yunques y las ruedas marchan al compás del himno de la fe. Juntos con ellos cantemos de pie la vida nueva y fuerte del trabajo y paz. |  | Éljen Spanyolország! Emeljétek fel karjaitokat, fiai a spanyol népnek, mely ismét feltámad. Dicsőséget a hazának, mely követni tudta, a tenger kékje felett, a nap útját. Győz Spanyolország! Az üllők és a kerekek menetelnek a hit himnuszának ritmusára. Együtt velük énekeljük állva a munkával és békével teli új életét. |

## Külső hivatkozások
- MIDI-állomány: A spanyol himnusz